# Dinomischus
Genre
Dinomischus est un genre éteint d'animaux qui vivaient fixés en fond de mer Cambrien moyen, il y a environ 505 Ma (millions d'années), et qui ont été fossilisés dans les schistes de Burgess en Colombie-Britannique.

## Description
Dinomischus ressemblait à une marguerite d'environ 2,5 cm à peine ouverte à l'extrémité d'une tige laquelle présente un crampon bulbeux à sa base, permettant l'ancrage à un substrat. La marguerite appelée « calice », porte sur son bord externe une série d'environ 20 pétales allongés aux côtés parallèles appelés « bractées ». La face supérieure du calice contient 2 ouvertures, l'une centrale, l'autre déjetée vers le bord, représentant probablement une bouche et un anus. Un tube digestif en forme de « U » avec un large estomac dans sa partie inférieure court à travers le calice d'une ouverture à l'autre.

## Liste des espèces
- † Dinomischus isolatus Morris, 1977
- † Dinomischus venustus Chen, Hou & Lu, 1989